# Ferrissia walkeri
Ferrissia walkeri är en snäckart som först beskrevs av Henry Augustus Pilsbry och James Henry Ferriss 1907.  Ferrissia walkeri ingår i släktet Ferrissia och familjen Ancylidae. Inga underarter finns listade i Catalogue of Life.